# Резолюция Совета Безопасности ООН 1462
Резолюция 1462 Совета Безопасности Организации Объединенных Наций — резолюция Совета Безопасности ООН, единогласно принятая 30 января 2003 года, после подтверждения всех резолюций по Абхазии и Грузии, в частности резолюции 1427 (2002), Совет продлил мандат миссии Организации Объединенных Наций по наблюдению в Грузии (МООННГ) до 31 июля 2003 года.

## Резолюция

### Введение
В преамбуле резолюции Совет Безопасности подчеркнул, что отсутствие прогресса в урегулировании между двумя сторонами неприемлемо. Он осудил уничтожение вертолета МООННГ в октябре 2001 года, в результате которого погибло девять человек, и выразил сожаление по поводу того, что лица, совершившие это нападение, не были установлены. Приветствовался вклад миротворческих сил МООННГ и Содружества Независимых государств (СНГ) в поддержке сохранения мира в данном регионе.

### Акт
Совет Безопасности приветствовал политические усилия по урегулированию ситуации, в частности "основные принципы распределения полномочий между Тбилиси и Сухуми", направленные на содействие переговорам между Грузией и Абхазией. Совет выразил сожаление в связи с отсутствием прогресса в переговорах о политическом статусе и отказом Абхазии обсуждать этот документ, а также призвала обе стороны преодолеть взаимное недоверие. Были осуждены все нарушения соглашения 1994 года о прекращении огня и разводе сил. Совет также отметил ослабление напряженности в Кодорском ущелье и приветствовал подписание протокола обеими сторонами 2 апреля 2002 года. Была подчеркнута обеспокоенность гражданского населения. Грузинской стороне было предложено гарантировать безопасность военнослужащих МООННГ и СНГ в ущелье.
Резолюция призвала обе стороны к активизации мирного процесса, срочного прогресса по вопросам, касающимся беженцев и внутренне перемещенных лиц и подтвердила неприемлемость демографических изменений в результате конфликта. Как Грузии, так и Абхазии было настоятельно рекомендовано выполнить рекомендации совместной миссии по ситуации в Гальском районе, причем Абхазии, в частности, было предложено улучшить правоохранительную деятельность, решить проблему отсутствия обучения этнических грузин на их родном языке и обеспечить безопасность возвращающихся беженцев.
Совет вновь призвал обе стороны принять меры для выявления лиц, ответственных за уничтожение вертолета МООННГ в октябре 2001 года и приветствовал гарантии, введенные после атаки вертолета. Обеим сторонам было также предложено дистанцироваться от военной риторики и незаконных вооруженных формирований.
В заключении, генеральному секретарю ООН Кофи Аннану было предложено информировать Совет о развитии событий и представить доклад о положении в регионе в течение трех месяцев.